# Андролойц, Владислава Мечиславовна
Владислава Мечиславовна Валюкевич (урожд. Андролойц, лит. Vladislava Androlojc-Valiukevič; род. 25 апреля 1965, Вильнюс) — советская и литовская шашистка.
Девятикратная чемпионка Литвы по русским шашкам (1980, 1982, 1984, 1985, 1986, 1987, 1992, 1998, 2024), семикратная чемпионка Литвы по международным шашкам (1984, 1986, 1992, 1996, 1997, 2002, 2003).
Серебряный призёр чемпионата мира по русским шашкам 1994 года, чемпионка мира по русским шашкам 1992 года по версии МАРШ. Трёхкратная чемпионка СССР по русским шашкам (1982, 1986, 1987), серебряный призёр в 1985 году. Заняла 12-е место на чемпионате мира по международным шашкам 2003 года.
В 1983 году получила звание мастер спорта СССР. В 1987 году Владиславе Андролойц присвоено звание гроссмейстер СССР, в 1994 году — международный гроссмейстер.
Генеральный секретарь Литовской федерации шашек (1998—2008).